# Lacock Abbey

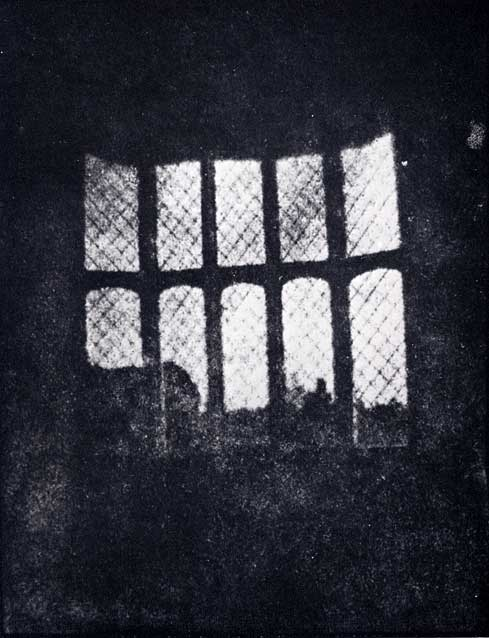
Arkýřové okno v Lacock Abbey - nejstarší negativ na světě, který pořídil William Fox Talbot v srpnu roku 1835, sbírka National Media Museum

Lacock Abbey neboli Opatství Lacock v obci Lacock, Wiltshire v Anglii byl založen na počátku 13. století Elou - hraběnkou ze Salisbury jako klášter augustiniánského řádu. V roce 1835 tady pořídil nejstarší negativ na světě fotograf a vynálezce William Fox Talbot.

## Historie
Opatství Lacock bylo založeno Lady Elou, hraběnkou ze Salisbury za vlády krále Jindřicha III. Její manžel byl William de Longespee, 3. hrabě ze Salisbury, nemanželský syn Jindřicha II.
Obecně platí, že Lacock Abbey prosperoval během středověku díky bohaté zemědělské půdě, kterou pro něj zajistila Ela, a také značný příjem z vlny.
V návaznosti na rušení anglických klášterů v polovině 16. století jej Jindřich VIII. Tudor prodal Siru Williamu Sharringtonovi, kteří jej přestavěli na rezidenci počínaje od roku 1539, zbourali klášterní kostel.
Rezidence prošla změnami také v padesátých letech 18. století ve vlastnictví rodiny Johna Ivoryho Talbota v novogotickém stylu. Architektem byl Sanderson Miller. Dům nakonec přešel na rodinu Talbotových, která je nejčastěji spojována s Williamem Foxem Talbotem. V roce 1835 pořídil Talbot nejstarší známou fotografii z negativu. Byl na ní malý arkýř okna v jižní galerii opatství. Ve svých pokusech v domě pokračoval a v roce 1840 objevil fotografický proces negativ-pozitiv, na kterých je založena převážná část moderní fotografie. Rezidence se objevila mimo jiné také na jedné z desek v první fotografické knize Tužka přírody, kterou Talbot vydal v roce 1844.

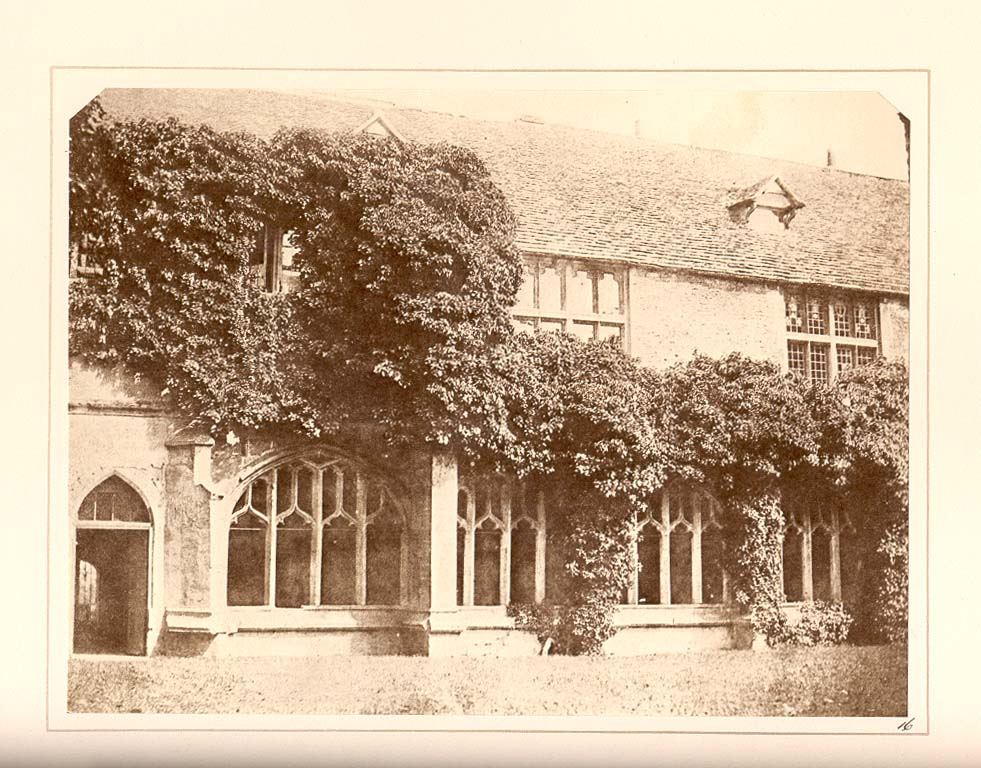
Sídlo v Lacock Abbey na desce číslo 16, Tužka přírody, 1844

V současnosti se tady nachází prostory muzea, které se věnuje Talbotově průkopnické práci ve fotografii a obsahuje mimo jiné také originální fotografie arkýře okna, které nasnímal.